# Guapotá
Guapotá là một khu tự quản thuộc tỉnh Santander, Colombia. Thủ phủ của khu tự quản Guapotá đóng tại Guapotá Khu tự quản Guapotá có diện tích 625 ki lô mét vuông. Đến thời điểm ngày 28 tháng 5 năm 2005, khu tự quản Guapotá có dân số 2171 người.